# Escudo de Flandes

Escudo de Flandes

El escudo de Flandes es descrito heráldicamente como: En campo de oro, un león rampante de sable, armado y lenguado de gules. Aunque el león ha estado en uso durante casi 900 años como el escudo del Conde de Flandes, en 1973 se convirtió en el símbolo oficial de la Comunidad Flamenca. Actualmente, su forma y uso están sujetos a un decreto promulgado el 7 de noviembre de 1990.

## Origen
El león flamenco deriva del escudo de los condes de Flandes. Su primera aparición es en un sello del conde Felipe de Alsacia, que data de 1163. Como tales, constituyen el más antiguo de los muchos escudos territoriales que llevan un león en los países del Benelux. Aun así, el conde Felipe no fue el primero de su línea en usar un león en su heráldica, ya que su primo, William de Ypres, ya usaba un sello con un león pasante en 1158. Además, el escudo en la efigie de esmalte de alrededor de 1155 de la tumba de su tío materno, Geoffrey Plantagenet, conde de Anjou, contiene numerosos leones rampantes.
Cuando el condado de Flandes fue heredado por los duques de Borgoña en 1405, el león flamenco fue colocado como un escusón en sus escudos dinásticos. Pasó junto con el resto de la herencia borgoñesa a la Casa de los Habsburgo en 1482. Los Habsburgo llevaban el título y el escudo del condado de Flandes hasta 1795. Como parte de las reclamaciones y contrademandas resultantes de la Guerra de sucesión española, el león flamenco también apareció en el escudo de los reyes de España hasta 1931 y en el escudo del Reino de las Dos Sicilias hasta 1860.
En 1816, el león flamenco se convirtió en parte de los escudos de armas de las provincias de Flandes Oriental y Flandes Occidental que administran la mayor parte del territorio del antiguo condado.
Es la inversa del escudo de Brabante, que es un león dorado en un campo negro. 

## Como símbolo del movimiento flamenco
Al igual que muchos otros movimientos nacionalistas, el movimiento flamenco buscó y se apropió de los símbolos históricos como un instrumento para reunir apoyo. La elección del león flamenco se basó principalmente en la popular novela histórica De leeuw van Vlaanderen (1838) de Hendrik Conscience, que convirtió la Batalla de Courtrai del 11 de julio de 1302 en un icono de la resistencia flamenca contra la opresión extranjera. Se mejoró aún más cuando Hippoliet Van Peene escribió el himno De Vlaamse Leeuw en 1847. A finales del siglo XIX, era habitual que los partidarios del movimiento flamenco izaran la bandera con el león flamenco el 11 de julio.

## Como símbolo de la comunidad flamenca
Después de ganar autonomía cultural en 1972, el entonces Cultuurraad van de Nederlandse Cultuurgemeenschap (Consejo Cultural de la Comunidad Cultural Holandesa) aprobó un decreto el 22 de mayo de 1973, el cual adoptó al león flamenco como su bandera oficial. Poco después, el Cultuurraad también adoptó un escudo de armas: En campo de oro, un león rampante de sable, armado y lenguado de gules, y 5 estrellas de sable en la orla. Las cinco estrellas que rodeaban al león estaban destinadas a denotar las cinco provincias flamencas. La inclusión de estrellas negras provocó una pequeña controversia. Algunos objetaron su color, otros los consideraron un americanismo innecesario. Por lo tanto, se sugirió reemplazarlas con un fajo de flechas, una idea tomada del escudo de los Países Bajos. A pesar de las críticas, este escudo fue adoptado por la Comunidad Flamenca (Decreto del 30 de marzo de 1988) cuando asumió las atribuciones del Cultuurraad. Poco después, sin embargo, se decidió volver al escudo original de Flandes (Decreto del 7 de noviembre de 1990), con lo que el escudo era idéntico a la bandera.